# Kanton Sabarthès
Der Kanton Sabarthès ist ein französischer Wahlkreis im Département Ariège in der Region Okzitanien. Er umfasst 29 Gemeinden im Arrondissement Foix. Durch die landesweite Neuordnung der französischen Kantone wurde er 2015 neu geschaffen.

## Gemeinden
Der Kanton besteht aus 29 Gemeinden und Gemeindeteilen mit insgesamt 11.644 Einwohnern (Stand: 1. Januar 2022) auf einer Gesamtfläche von 575,24 km²:
| Gemeinde                  | Einwohner 1. Januar 2022 | Fläche km² | Dichte Einw./km² | Code INSEE | Postleitzahl |
| ------------------------- | ------------------------ | ---------- | ---------------- | ---------- | ------------ |
| Alliat                    | 56                       | 3,46       | 16               | 09006      | 09400        |
| Arignac                   | 722                      | 8,84       | 82               | 09015      | 09400        |
| Arnave                    | 214                      | 8,38       | 26               | 09016      | 09400        |
| Auzat                     | 562                      | 162,74     | 3                | 09030      | 09220        |
| Bédeilhac-et-Aynat        | 195                      | 6,38       | 31               | 09045      | 09400        |
| Bompas                    | 200                      | 2,75       | 73               | 09058      | 09400        |
| Capoulet-et-Junac         | 191                      | 2,78       | 69               | 09077      | 09400        |
| Cazenave-Serres-et-Allens | 61                       | 16,15      | 4                | 09092      | 09400        |
| Celles                    | 143                      | 10,27      | 14               | 09093      | 09000        |
| Génat                     | 24                       | 8,21       | 3                | 09133      | 09400        |
| Gestiès                   | 36                       | 27,46      | 1                | 09134      | 09220        |
| Gourbit                   | 79                       | 17,95      | 4                | 09136      | 09400        |
| Illier-et-Laramade        | 38                       | 5,02       | 8                | 09143      | 09220        |
| Lapège                    | 18                       | 8,29       | 2                | 09152      | 09400        |
| Lercoul                   | 14                       | 19,01      | 1                | 09162      | 09220        |
| Mercus-Garrabet           | 1.226                    | 14,79      | 83               | 09188      | 09400        |
| Miglos                    | 132                      | 18,76      | 7                | 09192      | 09400        |
| Montoulieu                | 416                      | 14,12      | 29               | 09210      | 09000        |
| Niaux                     | 151                      | 3,99       | 38               | 09217      | 09400        |
| Orus                      | 24                       | 9,12       | 3                | 09222      | 09220        |
| Prayols                   | 366                      | 7,76       | 47               | 09236      | 09000        |
| Quié                      | 298                      | 2,51       | 119              | 09240      | 09400        |
| Rabat-les-Trois-Seigneurs | 368                      | 26,96      | 14               | 09241      | 09400        |
| Saint-Paul-de-Jarrat      | 1.354                    | 22,51      | 60               | 09272      | 09000        |
| Saurat                    | 697                      | 44,29      | 16               | 09280      | 09400        |
| Siguer                    | 95                       | 38,73      | 2                | 09295      | 09220        |
| Surba                     | 333                      | 2,22       | 150              | 09303      | 09400        |
| Tarascon-sur-Ariège       | 3.060                    | 8,65       | 354              | 09306      | 09400        |
| Val-de-Sos                | 571                      | 53,14      | 11               | 09334      | 09220        |
| Kanton Sabarthès          | 11.644                   | 575,24     | 20               | 0912       | –            |

## Veränderungen im Gemeindebestand seit der landesweiten Neuordnung der Kantone
2019:
- Fusion Vicdessos, Goulier, Sem und Suc-et-Sentenac → Val-de-Sos

## Politik
| Vertreter im Departementrat | Vertreter im Departementrat         | Vertreter im Departementrat |
| Amtszeit                    | Namen                               | Partei                      |
| --------------------------- | ----------------------------------- | --------------------------- |
| 2015–                       | Benoît Alvarez Nadège Sutra-denjean | DVG                         |